# 20 pr. n. št.
20 pr. n. št. je bilo po julijanskem koledarju navadno leto, ki se je začelo na sredo ali četrtek, ali pa prestopno leto, ki se je začelo na torek, sredo ali četrtek (različni viri navajajo različne podatke). Po proleptičnem julijanskem koledarju je bilo navadno leto, ki se je začelo na torek.
V rimskem svetu je bilo znano kot leto sokonzulstva Apuleja in Nerve, pa tudi kot leto 734 ab urbe condita.
Oznaka 20 pr. Kr. oz. 20 AC (Ante Christum, »pred Kristusom«), zdaj posodobljeno v 20 pr. n. št., se uporablja od srednjega veka, ko se je uveljavilo številčenje po sistemu Anno Domini.

## Dogodki
- rimski cesar Avgust sklene premirje s Partskim cesarstvom.
- Herod Veliki prične z obnovo Jeruzalemskega templja.
- Saki izgubijo nadzor nad severozahodom Indije.

## Rojstva
- 3. junij - Lucij Elija Sejan, rimski vojščak in konzul († 31)
- Gaj Cezar, rimski konzul († 4)

## Smrti
- Artavazd I. Atropatenski (* 59 pr. n. št.)
- Mitridat II. Komagenski, kralj Komagene
- (približen datum) Sosigen, grški astronom in matematik (* ok. 90 pr. n. št.)